# Geghard

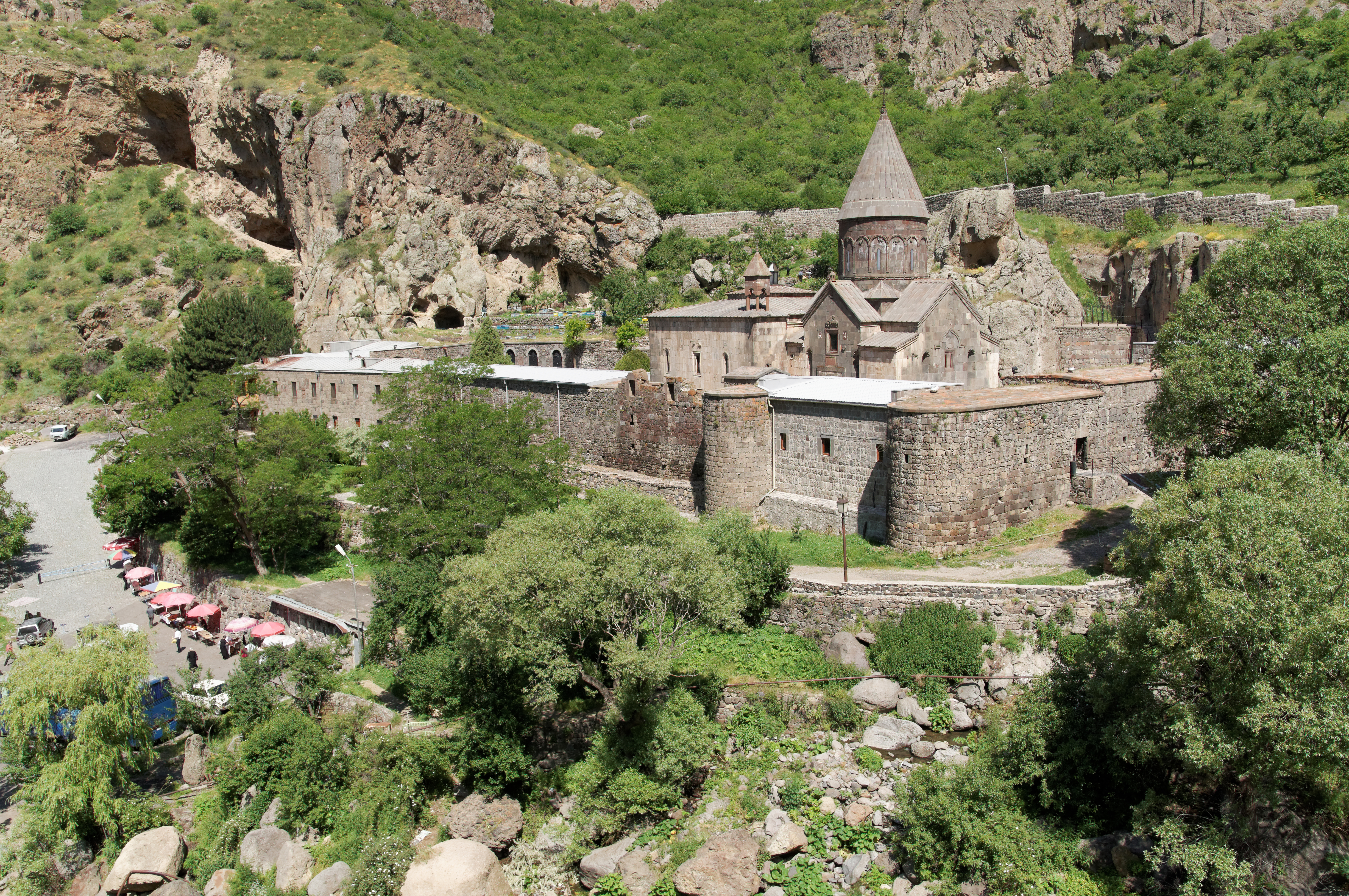
Geghard

Klostret i Geghard (armeniska: Գեղարդ) är ett unikt arkitektoniskt byggnadsverk i den armeniska provinsen Kotajk. Det är delvis hugget direkt ur berget.
Huvudkapellet byggdes år 1215 men klostret grundades redan på 300-talet av Gregorius Upplysaren där en helig vattenkälla kommer upp ur berget inne i en grotta. Därför kallades klostret från början Ajrivank, vilket betyder "Grottklostret". Namnet som används idag, Geghardavank (Գեղարդավանք), betyder "spjutklostret", och har fått sitt namn av det spjut som skadade Jesus under hans korsfästelse och sägs ha förts till klostret av aposteln Judas Taddeus. Spjutet och många andra reliker har bevarats och visas nu i Etjmiadzins skattkammare.
De spektakulära och mäktiga klipporna som omger klostret är en del av floden Azats trånga bergspass och är tillsammans med klostret ett världsarv. Några av kyrkorna inom klosterkomplexet är helt och hållet huggna ur berget, andra är bara något mer än grottor. Här finns även utsökt välgjorda strukturer med både arkitektoniskt komplexa väggsektioner och rum djupt inne i klippan. Kombinationen, tillsammans med ett antal graverade och fristående chatjkarer, bildar allt en mycket unik vy, och är en av de mest besökta turistdestinationerna i Armenien.
De flesta besökarna som kommer till Geghard har också besökt det närliggande Garnitemplet, en Parthenonliknande byggnad en bit längre ner längs floden. Det är så vanligt att man besöker båda ställena att de ofta skrivs tillsammans som Garni-Geghard.

Geghard
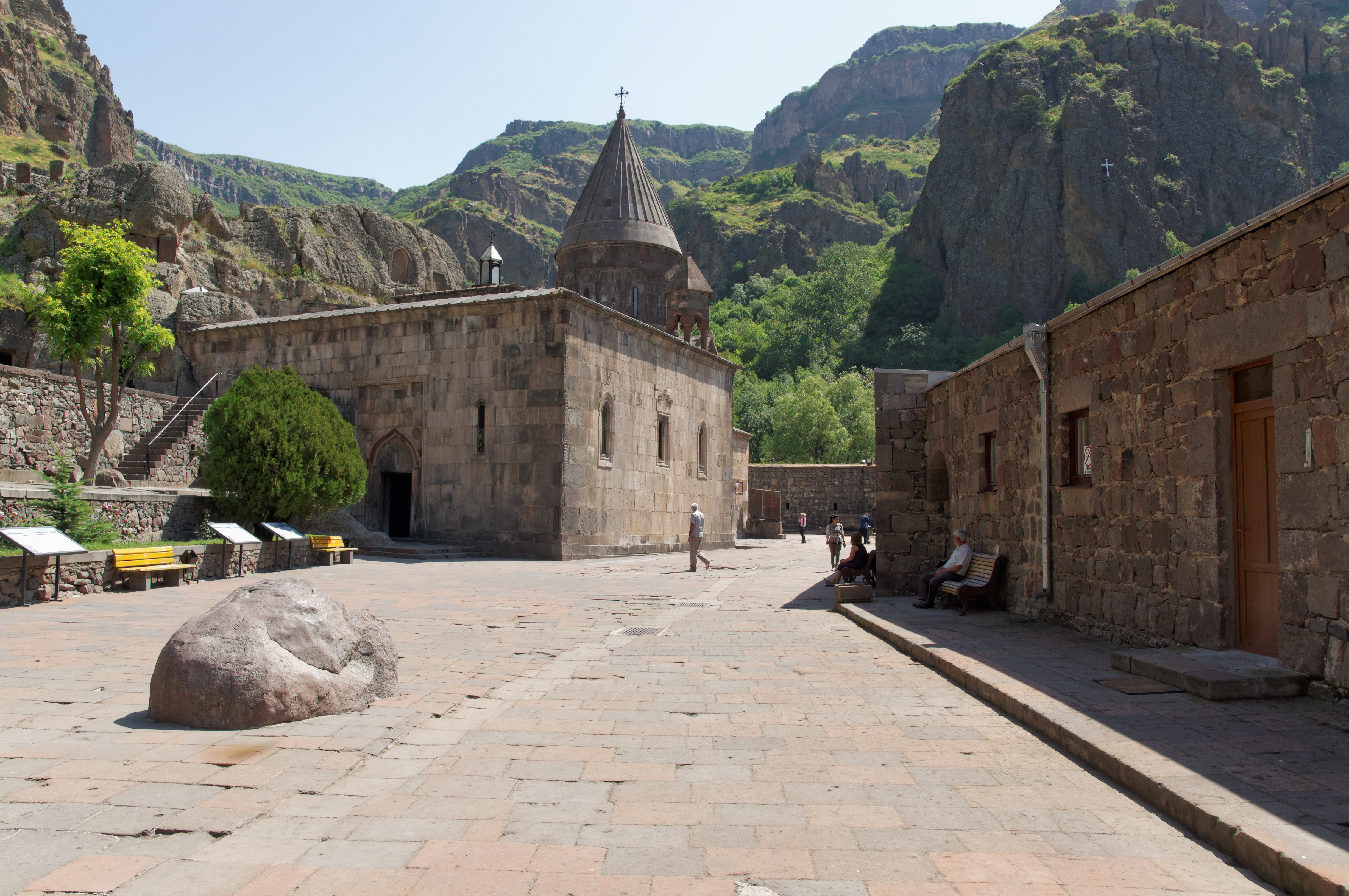
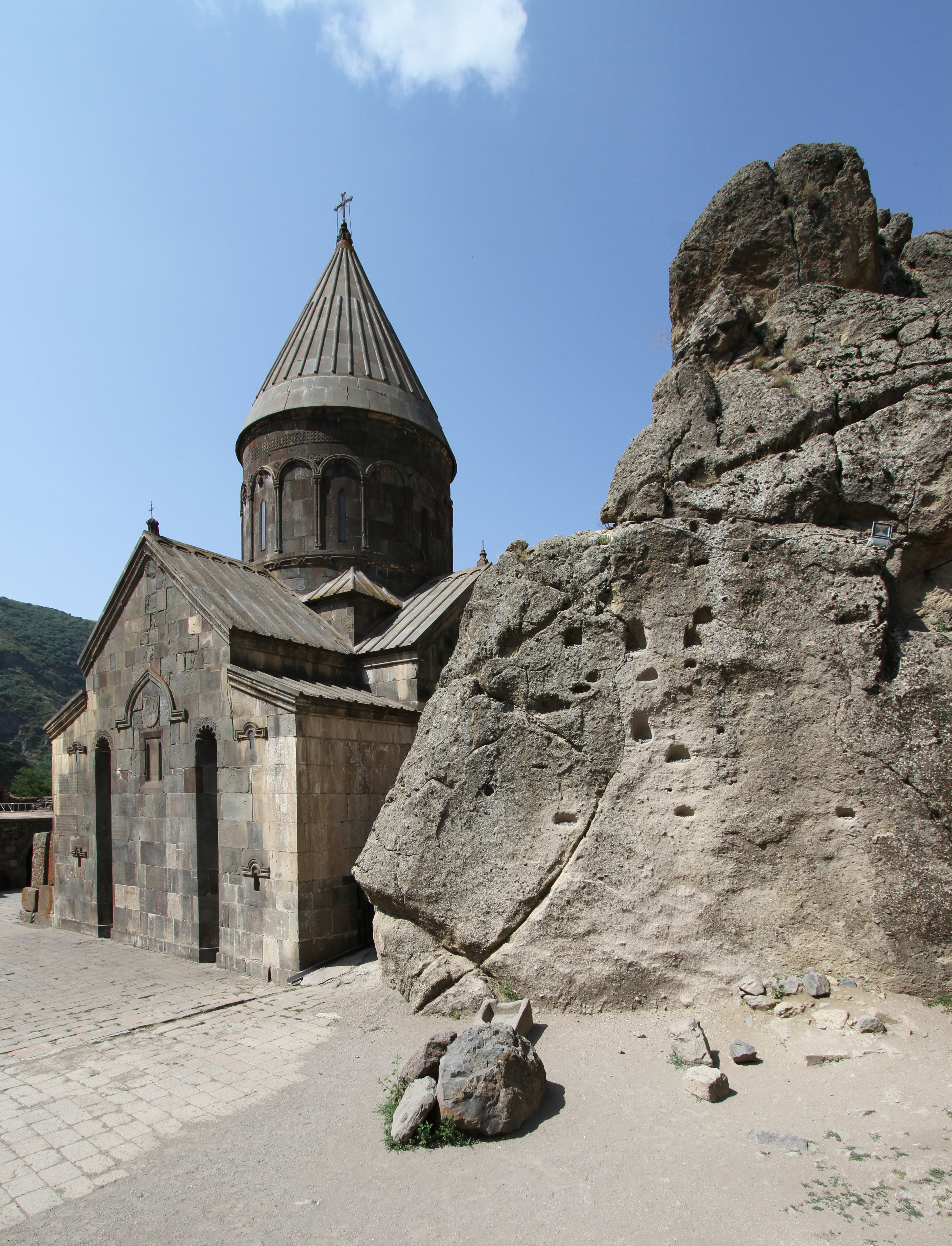
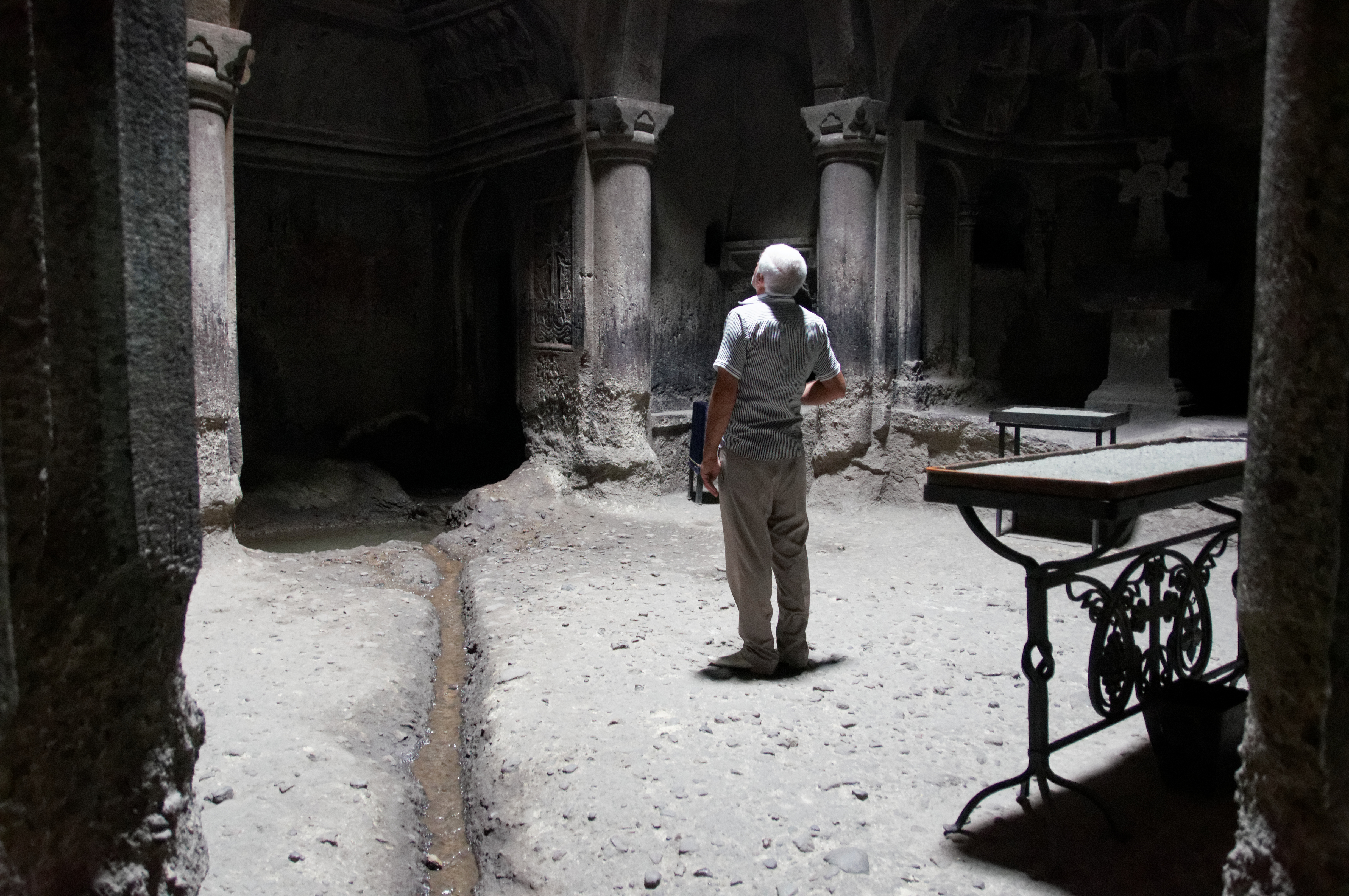
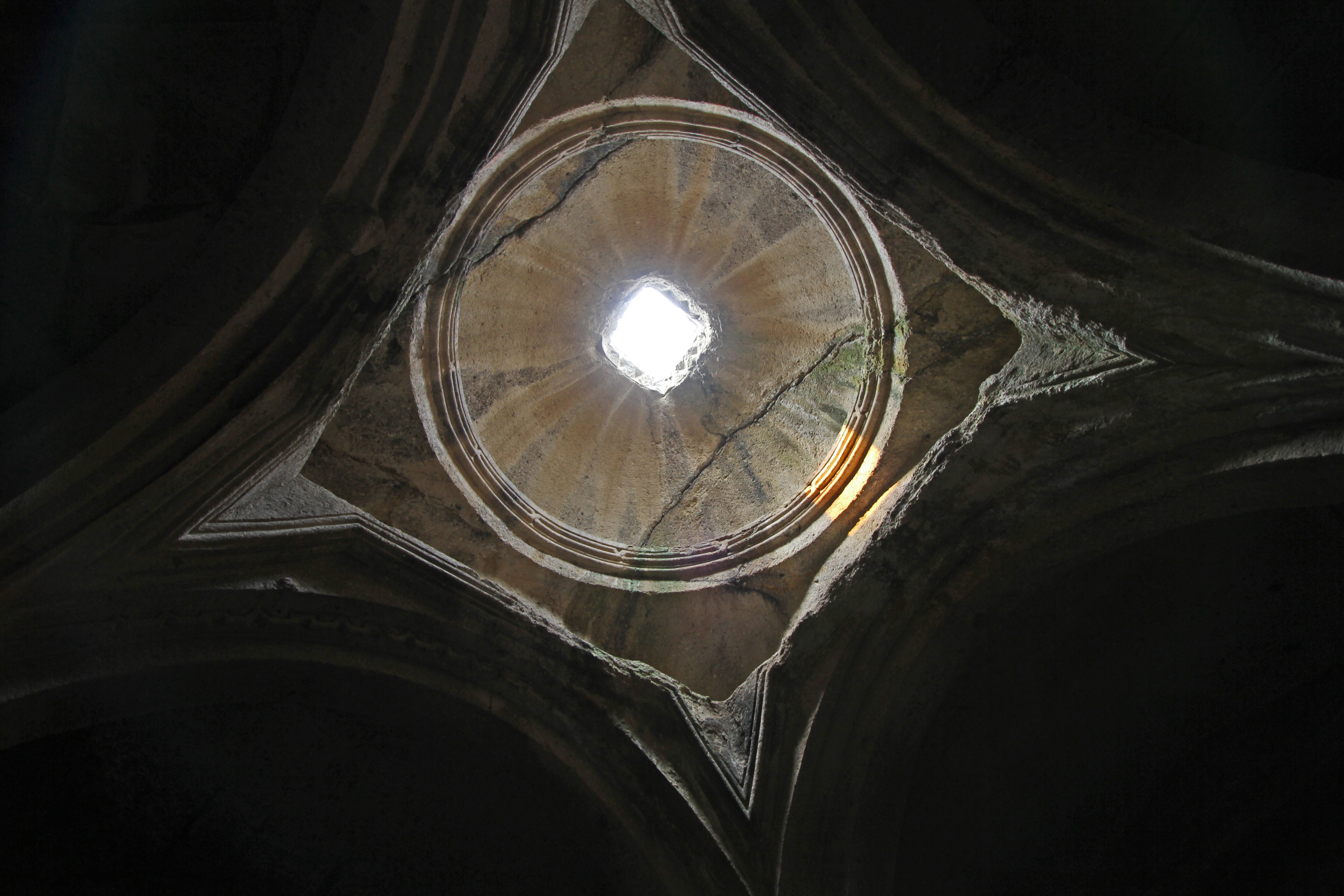
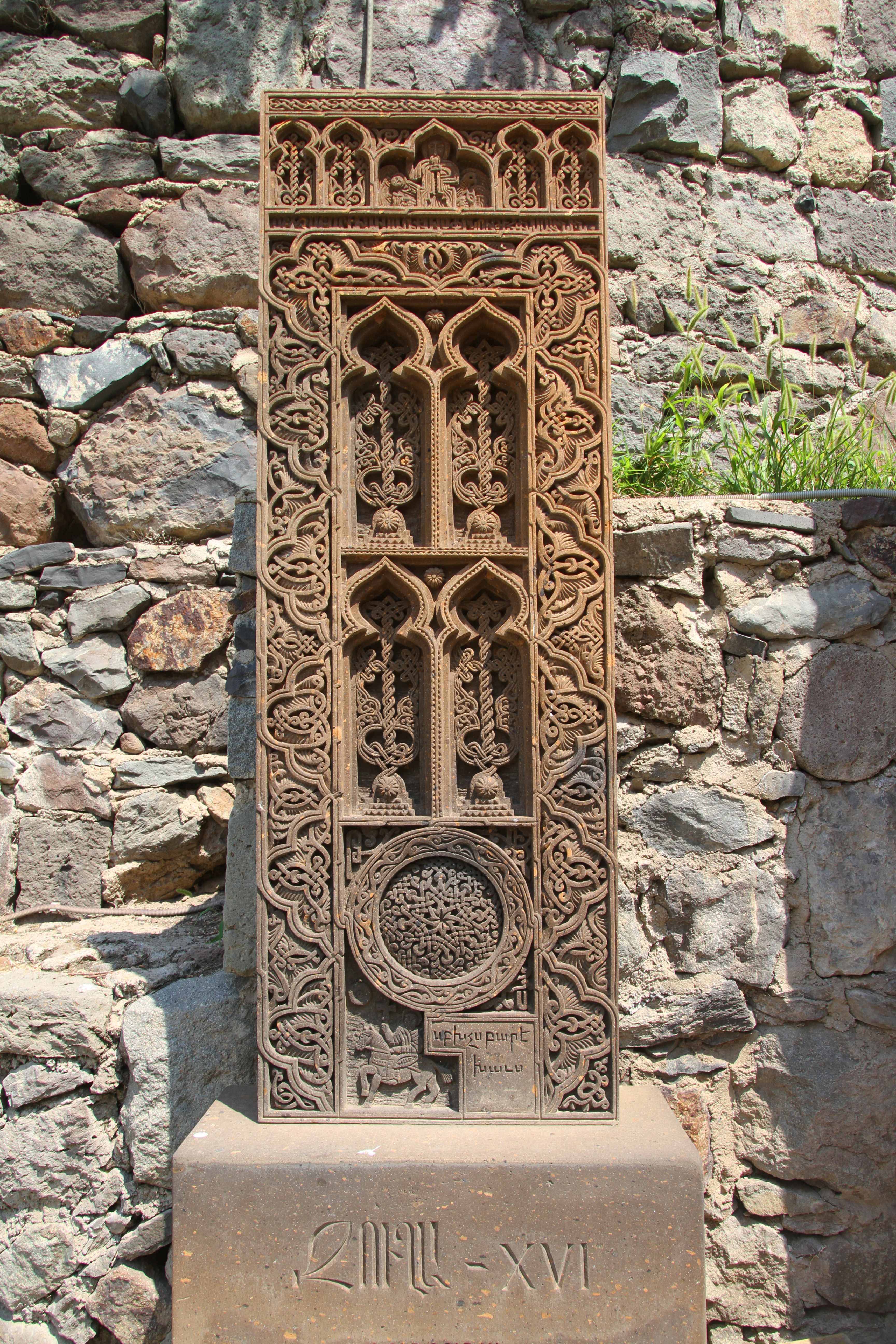